# Missões diplomáticas da Jamaica

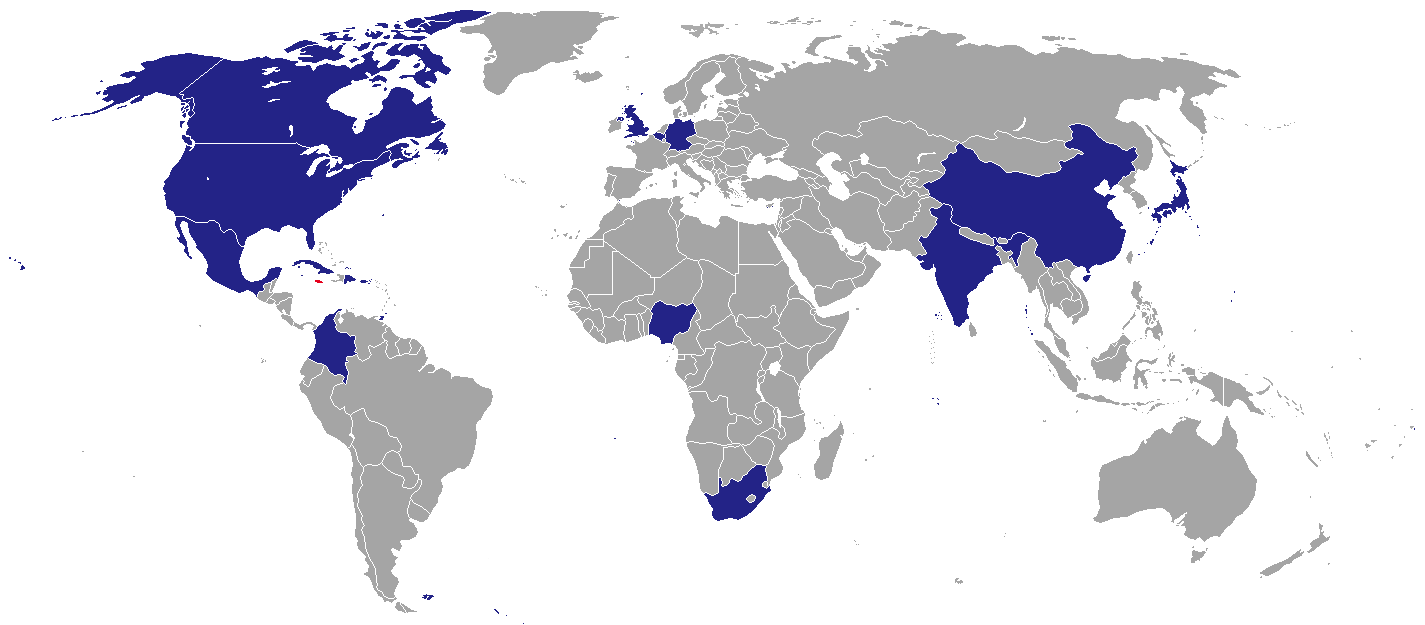
Missões diplomáticas da Jamaica

Abaixo estão listadas as embaixadas e consulados da Jamaica:

## África

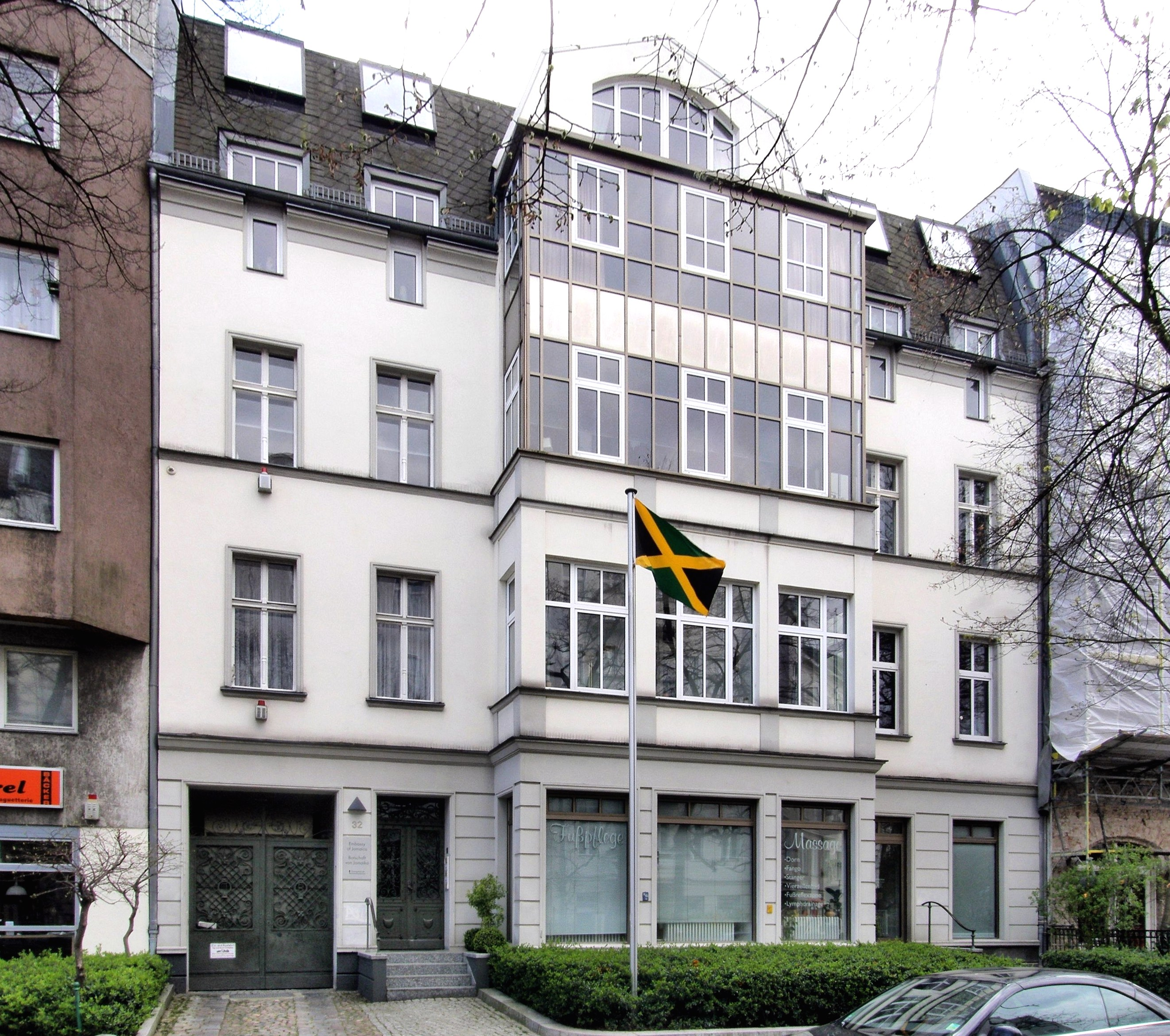
Embaixada da Jamaica em Berlim

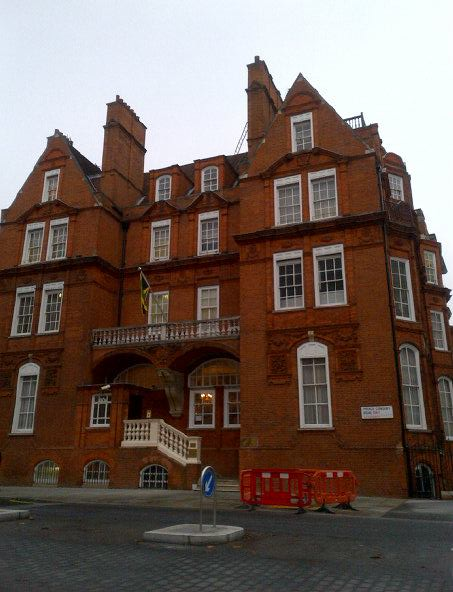
Alta comissão da Jamaica em Londres

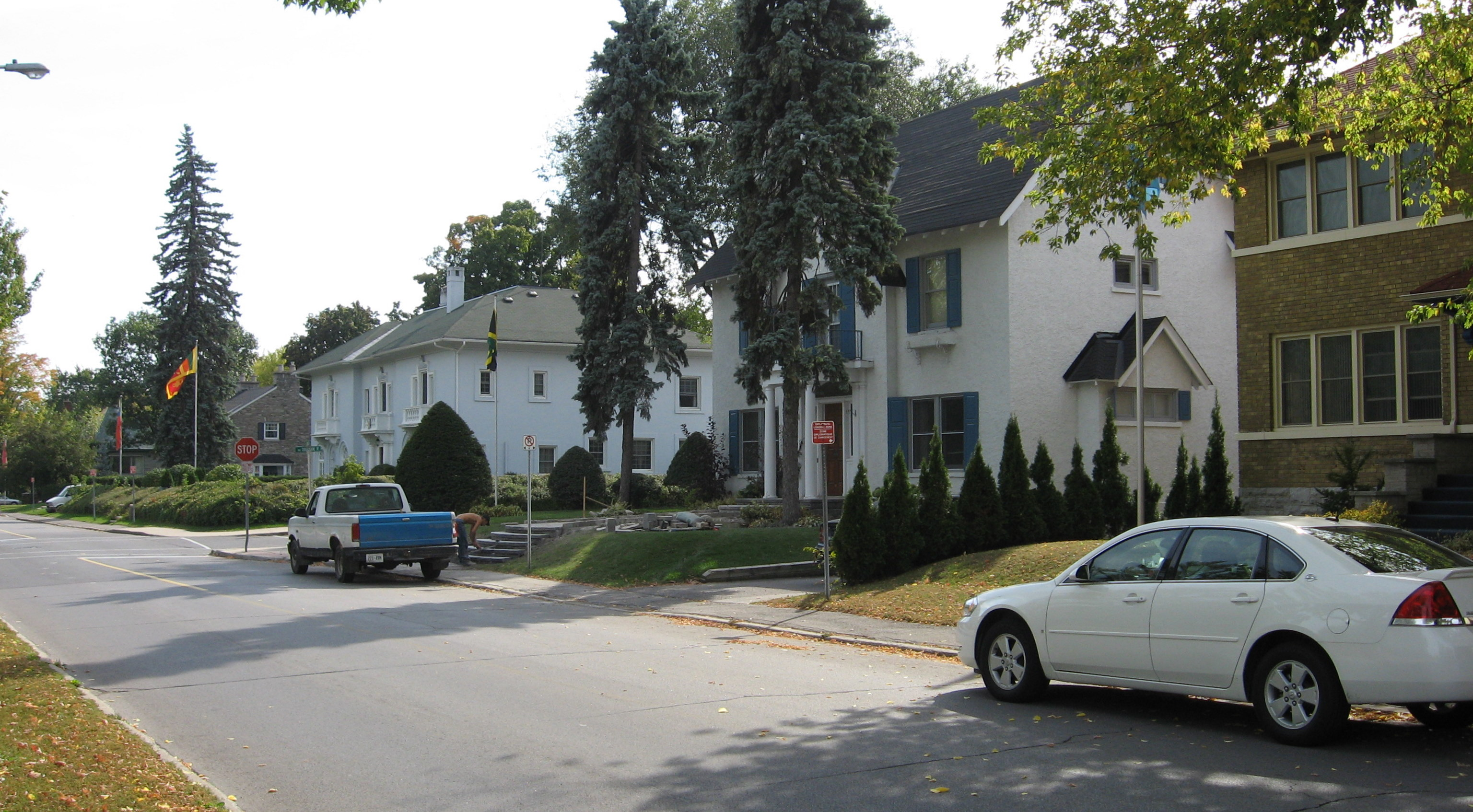
Alta comissão da Jamaica em Ottawa

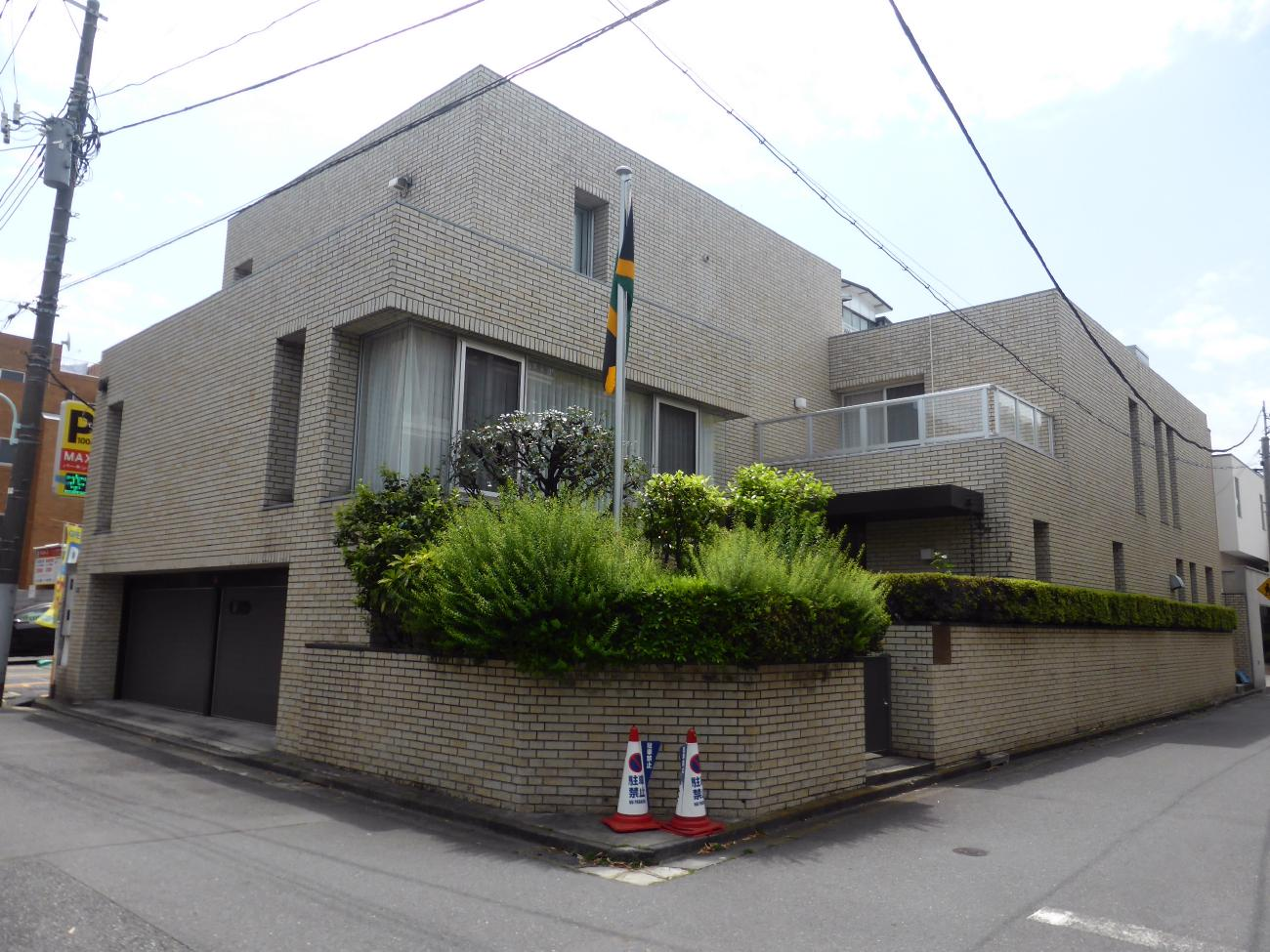
Embaixada da Jamaica em Tóquio

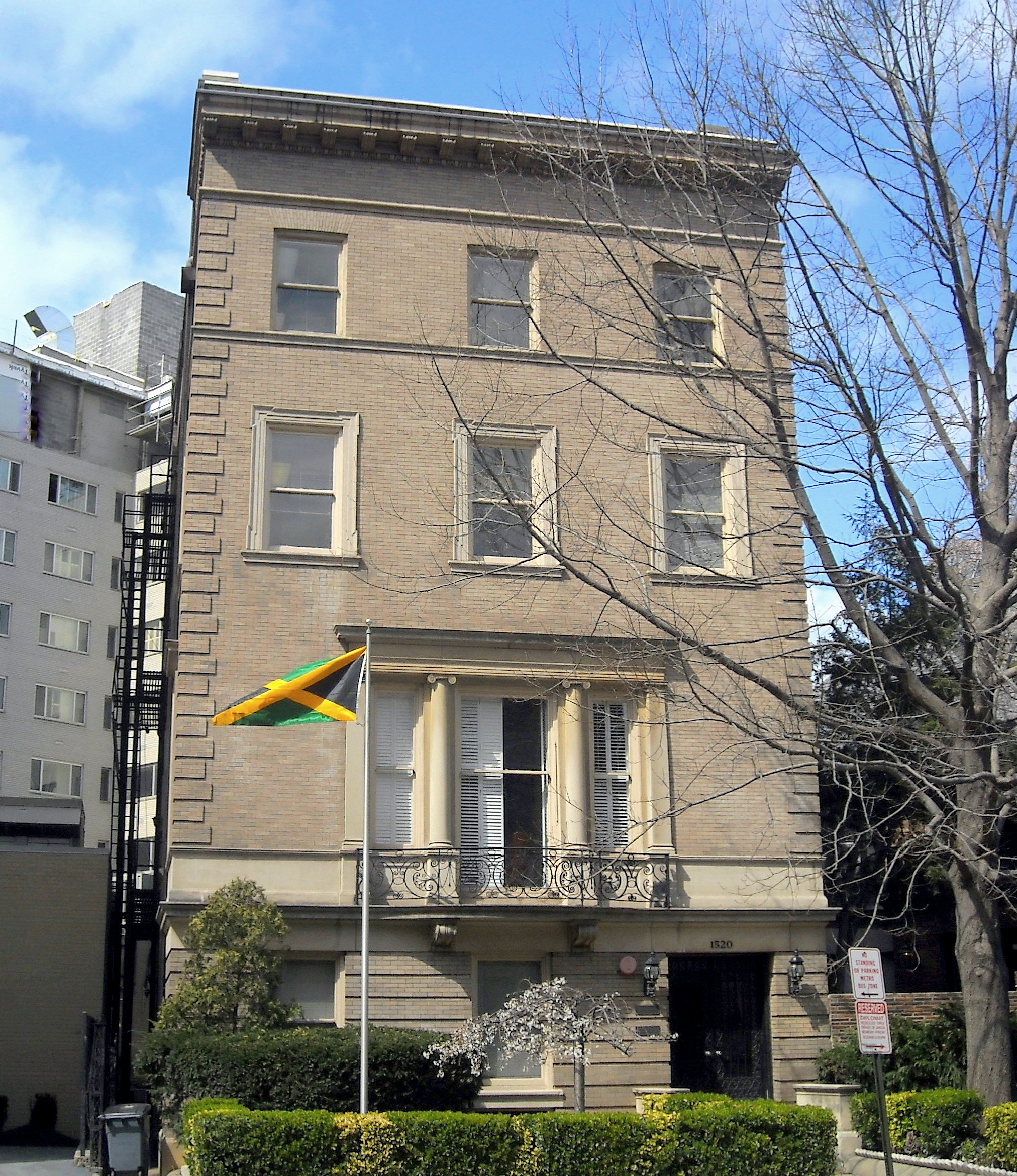
Embaixada da Jamaica em Washington, DC

- África do Sul
  - Pretória (Alta comissão)
- Nigéria
  - Abuja (Alta comissão)

## América
- Canadá
  - Ottawa (Alta comissão)
  - Toronto (Consulado-Geral)
- Colômbia
  - Bogotá (Embaixada)
- Cuba
  - Havana (Embaixada)
- Estados Unidos
  - Washington, DC (Embaixada)
  - Miami (Consulado-Geral)
  - Nova Iorque (Consulado-Geral)
- México
  - Cidade do México (Embaixada)
- República Dominicana
  - São Domingos (Embaixada)
- Trinidad e Tobago
  - Port of Spain (Alta comissão)
- Venezuela
  - Caracas (Embaixada)

## Ásia
- China
  - Pequim (Embaixada)
- Japão
  - Tóquio (Embaixada)
- Kuwait
  - Cidade do Kuwait (Embaixada)

## Europa
- Alemanha
  - Berlim (Embaixada)
- Bélgica
  - Bruxelas (Embaixada)
- Reino Unido
  - Londres (Alta comissão)

## Organizações multilaterais
- Bruxelas (Missão ante a União Europeia)
- Genebra (Missão permanente da Jamaica ante as Nações Unidas e organizações internacionais)
- Nova Iorque (Missão permanente da Jamaica ante as Nações Unidas)
- Washington, D.C. (Missão permanente da Jamaica ante a Organização dos Estados Americanos)